# Funkstelle für den Funkverkehr an Bord

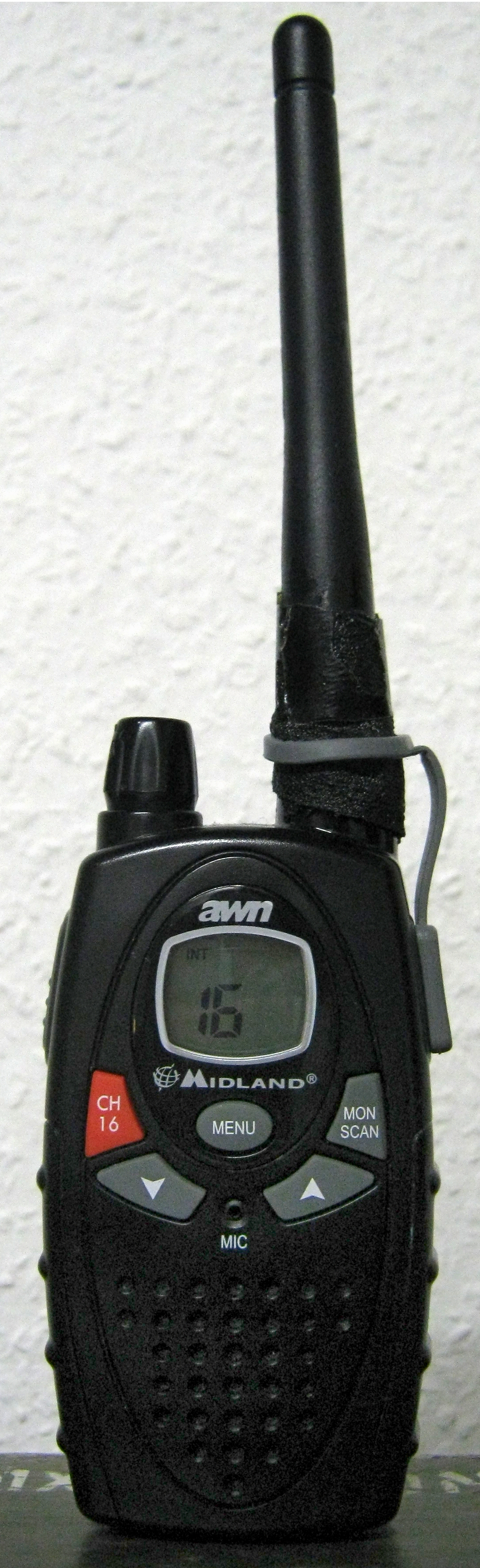
UKW-Funkstelle für Funkverkehr an Bord im mobilen Seefunkdienst

Funkstelle für Funkverkehr an Bord (englisch – on-board communication station) ist – entsprechend Artikel 1.79 der Vollzugsordnung für den Funkdienst (VO Funk) der Internationalen Fernmeldeunion (ITU) – definiert als „mobiler Funkdienst – geringer Leistung – des mobilen Seefunkdienstes für den inneren Funkverkehr an Bord eines Schiffes oder für Funkverkehr zwischen einem Schiff und seinen Rettungsbooten und -flößen bei Rettungsübungen oder -arbeiten oder für den Funkverkehr innerhalb eines Schlepp- oder Schubverbandes sowie für den Funkverkehr bei Anweisungen für das Arbeiten mit Leinen und für das Ankern“.

## Weitere Seefunkstellen
Das deutsche Handbuch für den Dienst bei Seefunkstellen kategorisiert weitere Seefunkstellen wie folgt:
- Funkstelle für den Funkverkehr an Bord
- Schiffsnotsender
- Sprech-Seefunkstelle
- Telegrafie-Seefunkstelle